# 迪特里希·菲舍爾-迪斯考
迪特里希·菲舍尔-迪斯考（德語：Dietrich Fischer-Dieskau，1925年5月28日—2012年5月18日，德国男中音歌唱家、指挥家、画家、音乐作家和评论家。他被认为是当代最重要的男中音之一，灌录过大量唱片（超过400张）。

## 生平
菲舍尔-迪斯考的家庭素有音乐传统，巴赫的《农民康塔塔》（BWV 212，1742年）就是献给他的一位祖先。他的父亲是一位语言学家，母亲则是一位教师。他们很早就发现儿子的音乐天分，并尽早促其成才。16岁的时候，菲舍尔-迪斯考就已跟乔治·A·沃尔特（Georg A. Walter）学演唱，后来则到了柏林音乐学院师从赫尔曼·魏森伯恩。
二战中他于1943年应征入伍，两年后被关进位于意大利的美国战俘营中，但他在期中仍然自学声乐。战争结束后的1948年1月，菲舍爾-迪斯考终于正式亮相，在RIAS演唱舒伯特的《冬之旅》，那时其实他还是魏森伯恩的学生。同年他受聘于柏林市立歌剧院，演唱了《唐·卡洛斯》中Marquis Posa和《唐豪瑟》中的Wolfram。1949年他首次录音，曲目是勃拉姆斯的四首严肃的歌。也是在当年他作客慕尼黑和维也纳。1951年他在富特文格勒的指挥下登台萨尔茨堡音乐节，演唱马勒的《旅人之歌》，也去了爱丁堡演唱勃拉姆斯的歌曲。1952年他首次访美。1954年他登上了拜鲁伊特音乐节的舞台，饰演Wolfram。
接着他开始在卡内基音乐厅、柏林德意志歌剧院、维也纳国家歌剧院、巴伐利亚国家歌剧院和皇家歌剧院登台演出。他的曲目有近百位作曲家的约3000首歌曲。
1983年菲舍尔-迪斯考成为柏林艺术高校教授。1992年末，他才正式结束自己的歌唱生涯。
菲舍尔-迪斯考的指揮生涯起於1973－74年樂季，在美國洛杉磯登台。
2012年5月18日，在位于上巴伐利亚贝格的家中，菲舍尔-迪斯考于睡梦中过世，享年86岁。

## 个人生活
1949年菲舍尔-迪斯考与Cellistin Irmgard Poppen成婚。但后者在1963年在生第三胎时过世。之后菲舍尔-迪斯考在1965-67年和Ruth Leuwerik短暂成婚。第三次婚姻则是和一位美国声乐教师的女儿Christina Pugel-Schule（1968－1975）。1977年菲舍尔-迪斯考第四次结婚，对象是朱利娅·瓦拉蒂。

## 外部連結
- 迪特里希·菲舍爾-迪斯考的Discogs页面（英文）